# Hystérésis

Cycle d'hystérésis

Une hystérésis (ou hystérèse) est une dissymétrie du comportement d'un système selon qu'une cause extérieure augmente ou diminue. Lors d'une augmentation ou d'une diminution de cette cause extérieure, l'évolution du système est en retard par rapport à l'évolution inverse : elle commence moins vite que ne se termine l'évolution inverse, et se termine plus vite.

## Histoire
Le terme « hystérésis » est introduit en 1881 par James Alfred Ewing pour décrire le comportement des matériaux magnétiques. Il l'emprunte au grec ὑστέρησις / hústeresis (« lacune, déficience, besoin »), dérivé de ὕστερος / hústeros (« suivant, tardif, inférieur »).
Les premiers travaux sur la description de l'hystérésis dans les systèmes mécaniques sont réalisés par James Clerk Maxwell. Par la suite, les modèles hystérétiques reçoivent une attention particulière dans les travaux de Ferenc Preisach, Louis Néel et Douglas Hugh Everett (en) en lien avec le magnétisme et l'absorption. Une théorie mathématique plus formelle des systèmes avec hystérésis est développée dans les années 1970 par un groupe de mathématiciens russes dirigé par Mark Krasnoselski (en).

## Formulation mathématique
Soit une grandeur cause notée C produisant une grandeur effet notée E. On dit qu'il y a hystérésis lorsque la courbe E = f(C) obtenue à la croissance de C ne se superpose pas avec la courbe E = f(C) obtenue à la décroissance de C. Généralement, la raison en est que les variations de E ne sont pas totalement réversibles comme la magnétisation d'un matériau par un courant électrique qui persiste quand le courant a disparu.
Lorsqu'on impose à la cause C des variations périodiques, l'hystérésis est responsable d'une forme particulière pour la courbe E = f(C) appelée cycle d'hystérésis. Une valeur x peut donc avoir deux images y différentes.
Remarque : ces courbes ne sont que des formes possibles d'un phénomène d'hystérésis. Le cycle peut ne pas être centré autour du point (0 ; 0) si la variation périodique de C n'est pas symétrique par rapport à l'origine.

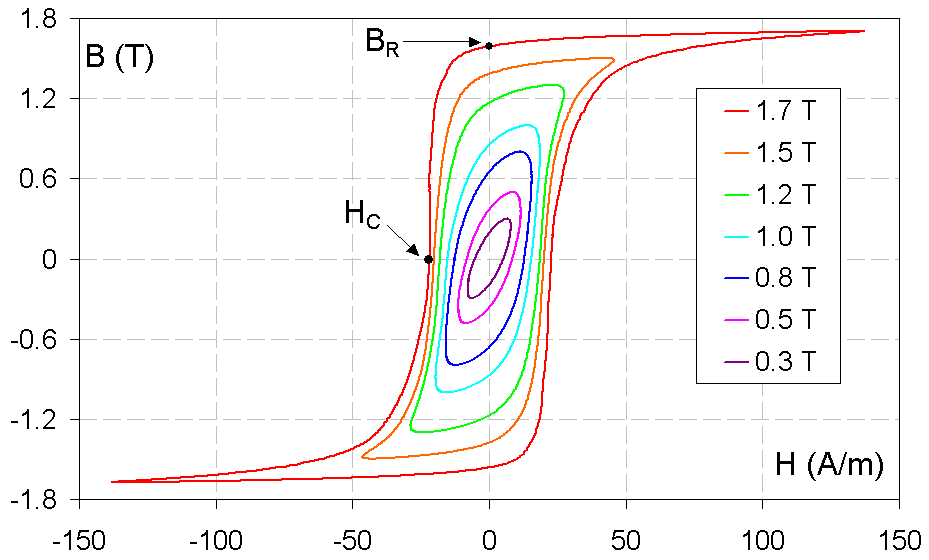
Cycles d'hystérésis de l'aimantation d'un matériau ferromagnétique (acier électrique standard à grains orientés). est le champ rémanent (aimantation rémanente) et est le champ coercitif (le champ nécessaire pour désaimanter).

### Remarques
Les phénomènes d'hystérésis sont responsables de l'apparition de non-linéarités dans la relation E = f(C) rendant parfois très difficile la modélisation de cette relation par une équation mathématique.
On peut concevoir volontairement un dispositif présentant une hystérésis, par exemple pour les régulations de température par thermostat, on introduit de l'hystérésis dans la commande afin que la consigne de température pour l'allumage soit différente de la consigne pour l'arrêt. Ceci permet d'éviter de trop nombreuses mises en marche ou extinctions de la chaudière. Les comparateurs réalisant cette fonction sont appelés comparateurs à hystérésis. Dans cet exemple le chauffage est activé quand la température décroît en dessous de 19,2 °C et coupé quand elle dépasse 19,6 °C donnant une hystérésis de 0,4 °C : on dit que la température est régulée à 19,4 degrés (à 0,2 degré près).
Lorsque les grandeurs E et C représentent respectivement un effort généralisé (comme une force, un couple, une tension électrique, une pression, etc.) et une coordonnée généralisée (comme la distance, la position angulaire, la charge électrique, le volume de fluide, etc.) au sens de la mécanique Lagrangienne, l'hystérésis est associée à une dissipation d'énergie. Ceci est aussi le cas dans l'hystérésis de la magnétisation de matériaux magnétiques. La surface intérieure du cycle d'hystérésis correspond à l'énergie utilisée pour parcourir le cycle (et transformée en chaleur). Dans les transformateurs électriques, la puissance perdue à cause de l'hystérésis des noyaux des transformateurs représente une partie des pertes fer.
Les phénomènes d'hystérésis sont des exemples de phénomènes irréversibles en physique.

## Sciences et techniques

### Écologie
En écologie, l'hystérèse est impliquée dans l'apparition d'états alternatifs stables. Lorsqu'un écosystème subit une perturbation (l'introduction d'un polluant, une modification de la température, une catastrophe naturelle, l'apparition d'une espèce invasive, etc.), il s'éloigne de son état d'origine. Si la perturbation prend fin, l'écosystème peut ne pas suivre une évolution inverse de celle induite par la perturbation (ce qui caractérise une hystérèse). Il peut même ne pas revenir à son état d'origine, les communautés perturbées se réagençant dans un nouvel état stable, dit alternatif.

### Géomorphologie
Le débit du transport sédimentaire dans les cours d'eau sous l'effet de la force du courant peut parfois suivre une évolution en hystérèse à l'échelle d'un évènement de transport (une crue) ou même à l'échelle saisonnière. Ce phénomène peut être imputé aux variations de la quantité de sédiments disponible pour le transport au cours de l'évènement de transport ou au cours de la saison.

### Médecine
Les phénomènes d'hystérésis sont utilisés en biomécanique : les vaisseaux sanguins ont un comportement visco-élastique, la contrainte sur un vaisseau dépendant de l'élasticité.

#### Hystérésis de la cornée
La mesure de l'hystérèse cornéenne est effectuée par une technique de double aplanation. Elle permet d'évaluer certaines propriétés biomécaniques de la cornée. La prise en charge du glaucome et la chirurgie réfractive cornéenne sont les deux champs d’application principaux de l’étude de la biomécanique cornéenne.
Dans le cadre du dépistage et le suivi des patients glaucomateux, il est important de mieux mesurer la pression intra-oculaire (PIO), et comprendre les facteurs mécaniques intriqués qui peuvent en faire varier les chiffres obtenus avec les tonomètres classiques (exemple : tonométrie de Goldman). L'épaisseur cornéenne a une influence sur la mesure de la PIO. De plus, la prise en compte de l'épaisseur cornéenne (pachymétrie cornéenne) ne suffit pas à décrire le comportement biomécanique de la paroi cornéenne. Les instruments de mesure de la pression intra-oculaire ont été calibrés pour une pachymétrie de 525 µm et négligent l'influence des propriétés visco-élastiques de la cornée. La fiabilité de la mesure avec ce type de tonométrie oculaire est donc sujette à une certaine imprécision, d’autant plus grande que la cornée du sujet se départ du modèle simplifié utilisé en tonométrie de Goldman.
La modification du pouvoir optique de la cornée (induite par la kératotomie radiaire) reposait sur l’induction d’une modification de la structure biomécanique de la cornée (incisions stromales profondes périphériques), sans variation de volume (absence de soustraction tissulaire). La faible prédictibilité et les fluctuations réfractives de la KR ont pu être attribuées aux variations inter- et intra-individuelles de paramètres influant sur l’état biomécanique de la cornée (pression intra oculaire, rigidité cornéenne, etc.).
Les techniques de photoablation au laser à excimère sont bâties sur un postulat inverse et fondent la modification du pouvoir réfractif sur un remodelage stromal soustractif, en négligeant la possible réaction biomécanique. L’ectasie cornéenne induite par le Lasik pourrait reposer sur la décompensation d’un état biomécanique cornéen précaire (rencontré chez les patients atteints de kératocône fruste). La mesure objective de l’état biomécanique préopératoire pourrait accroître la sensibilité de la détection de ces cornées « à risque biomécanique ».

### Sciences physiques et science des matériaux
On trouve le phénomène d'hystérésis dans les matériaux :
- élastiques comme les élastomères (caoutchouc, polybutadiène...) : les valeurs prises lors de la déformation élastique diffèrent de celles prises lors de la diminution de la contrainte[5]. On parle alors d'hystérésis élastique ;
- magnétiques : les valeurs prises lors de l’aimantation diffèrent de celles prises lors de la désaimantation. On parle alors d'hystérésis magnétique. Ce phénomène est souvent considéré comme indésirable.

On le retrouve également en thermodynamique, dans les diagrammes de Clapeyron : l'entropie du système augmente après chaque transformation, autrement dit, la qualité de l'énergie diminue. Ou encore, une partie de cette énergie devient inutilisable. Il s'agit de la deuxième loi de la thermodynamique.
Et également, en électronique dans le montage appelé comparateur à deux seuils ou trigger de Schmitt ou comparateur à hystérésis comprenant un amplificateur opérationnel en mode non linéaire. Sa sortie numérique passe à 1 lorsque son signal analogique en entrée franchit un seuil haut, mais elle ne retombe à 0 que lorsqu'il franchit un seuil bas différent.

#### Applications industrielles
L'hystérésis a une application dans le domaine du thermohydraulique, dans les chauffe-eau solaires par exemple, où elle est utilisée pour les températures de déclenchement des pompes qui font circuler les fluides dans les réseaux thermiques.

## Sciences humaines et sociales

### Économie
Par analogie avec le phénomène physique, l'hystérésis, ou l'hystérèse, désigne en économie la persistance d'un phénomène économique alors que sa cause principale a disparu. D'inspiration néoclassique, l'hystérèse est une façon d'expliquer un phénomène de moyen ou long terme qui n'a pas d'explication évidente, notamment pour le chômage et l'inflation.

#### Économie financière internationale
Lors des analyses de la finance d'une économie, on va chercher à diminuer les déséquilibres externes par des mesures. On peut faire appel au phénomène d’hystérésis pour expliquer la non réaction des comptes extérieurs à une variation du taux de change. Le taux de change peut dépendre du marché lorsqu'il est flottant, ou dépend de la banque centrale en change fixe.
Une variation du taux de change doit avoir un impact sur la balance commerciale, sinon (pas d'impact) on se référera au phénomène d'hystérèse, et de condition MLR.

### Sociologie
Dérivé de sa définition physique, le concept d'hystérésis existe également en sociologie.
Ainsi, dans la théorie développée en sociologie par Pierre Bourdieu, l’hystérésis de l’habitus désigne le phénomène par lequel les dispositions acquises par la socialisation d'un individu dans un espace social défini perdurent dans le temps.
Autrement dit, même si l'individu en question se retrouve dans un espace social différent (changement de statut, de position sociale, ou évolution de cet espace social), il tendra à conserver au moins en partie, ou au moins pendant un certain temps, les dispositions initiales.
Cette hystérésis de l’habitus peut d'ailleurs conduire l'individu (ou mieux dit, ses dispositions) à une situation d'inadaptation temporaire ou définitive aux conditions nouvelles en vigueur dans l'espace social.
De nombreux exemples existent dans les domaines littéraire (Don Quichotte), ou de la vie quotidienne (les personnes âgées face à l'usage des nouvelles technologies, l'évolution des relations filles-garçons, les cas d'ascension ou de régression sociale, etc.). Pierre Bourdieu dans Le Bal des célibataires donne un autre exemple de l’hystérésis de l’habitus dans le domaine des stratégies matrimoniales des paysans du Béarn : les dispositions acquises par les hommes paysans en Béarn qui étaient la norme durant la première moitié du XXe siècle, et qui touchaient aussi bien les manières de se comporter avec les filles, de leur parler, de les considérer, que celles ayant trait plus directement avec la façon de concevoir le mariage, le couple, l'amour, et d'évaluer les hiérarchies sociales en fonction des critères propres aux paysans, sont devenues obsolètes avec le délitement de la société paysanne dans la seconde moitié du XXe siècle (dont le départ des filles des villages vers les villes est un élément important). L’hystérésis de l’habitus de certains paysans, parfois bien situés sur la hiérarchie sociale paysanne, est cette inadaptation des dispositions paysannes initiales au nouvel espace social dans lequel ils sont « malgré eux » situés. Cette inadaptation est un élément explicatif du célibat important desdits paysans.

### Théorie des jeux
Lors de simulations de jeux, si l'on met des conditions initiales différentes, cela peut mener à des résultats opposés, stables mais avec un équilibre inefficace ou vice versa.